# Национальный союз библиофилов
Национальный союз библиофилов (НСБ) — общественная организация, объединяющая библиофилов России, а также ближнего и дальнего зарубежья.

## История создания
27—29 января 1990 года в Воронеже по решению 4-го Съезда Добровольного общества любителей книги России была создана Всероссийская ассоциация библиофилов, объединявшая на неформальной основе около 100 любителей старой редкой книги. В 1998 году ассоциация переименована в Организацию российских библиофилов.
За период с 1990 по 2010 год было проведено десять выставок и издано свыше 200 изданий. На съезде в Самаре в 2010 году было принято решение о создании юридического лица — некоммерческого партнёрства «Национальный союз библиофилов», которое стало правопреемником Организации российских библиофилов. 22 октября 2010 года в Москве в Государственном литературном музее состоялось учредительное собрание НСБ.
28 января 2011 года в Москве после регистрации организации министерством юстиции состоялось общее собрание НСБ, на котором тайным голосованием был выбран совет партнёрства в составе пяти человек; председателем совета партнёрства стал М. В. Сеславинский. В 2017 году на съезде в Ярославле в целях соответствия действующему законодательству было принято решение о преобразовании партнёрства в региональную общественную организацию; в марте 2018 года завершилась перерегистрация в министерстве юстиции.

## Членство
По данным на осень 2024 года, в НСБ состоит 83 человека.
Приём в члены организации осуществляется раз в год общим собранием членов НСБ, причём все вновь вступающие должны предоставить по три рекомендации от членов НСБ и, в соответствии с уставными документами, подпадать под один из следующих критериев:
- наличие личной библиотеки библиофильского толка;
- наличие не менее десяти исследовательских работ (самостоятельных публикаций) книговедческого характера;
- не менее, чем пятилетний опыт работы в области антикварно-букинистической торговли.[5]

В НСБ состоят Павел Гусев, Владимир Енишерлов, Александр Сигов, Константин Эрнст, Вилли Петрицкий, Олег Рябов, Марк Рац, Ольга Тараканова (профессор Института издательского дела и журналистики Московского политеха), Михаил Афанасьев. В 2024 году в состав Союза приняты директор Государственного Эрмитажа Михаил Пиотровский, его заместитель Главный Герольдмейстер РФ Георгий Вилинбахов, директор Всероссийского музея А. С. Пушкина Сергей Некрасов, директор Государственного музея А. С. Пушкина Евгений Богатырёв.

## Деятельность
Роль НСБ заключается в объединении заинтересованных в книжном собирательстве людей, в получении и распространении информации о российском библиофильском движении, в расширении границ российской книжной культуры, распространении опыта частного книгособирательства. Также осуществляется выпуск разнообразных изданий (памяток заседаний, каталогов, альбомов и т. д.), организация и проведение мероприятий, посвящённых книгособирательству (в 2011—2013 гг. состоялись международные научные конференции «Библиофильство и личные собрания», одним из организаторов которых выступил НСБ), устройство выставок.
В рамках НСБ работает клуб «Библиофильский улей» (председатель М. В. Сеславинский). Тематика встреч посвящена истории российского библиофильства. Среди постоянных посетителей, кроме самих библиофилов, — представители библиотек и музеев, антиквары и коллекционеры. Каждое заседание сопровождается однодневной выставкой редких изданий из собраний участников клуба. Выпускаются иллюстрированные памятки (20—40 страниц), включающие основные тезисы докладов. С 2015 года отчёты о заседаниях публикуются в ежеквартальном иллюстрированном научно-популярном периодическом издании «Про книги. Журнал библиофила». 
В январе 2012 года Национальный союз библиофилов стал организатором памятных мероприятий, приуроченных к 50-летию со дня кончины артиста и библиофила Н. П. Смирнова-Сокольского.
20—21 октября 2012 года в Санкт-Петербурге состоялось совместное заседание клубов — московского «Библиофильский улей» и петербургского «Бироновы конюшни». Мероприятие было приурочено к годовщине открытия Царскосельского лицея. С докладами выступили члены обоих клубов. 19—20 октября 2013 года в Санкт-Петербурге прошло совместное заседание клуба «Библиофильский улей» и секции графики Дома учёных им. М. Горького РАН. Встречу приурочили к нескольким юбилеям в истории российской культуры и библиофильства, в том числе 400-летию дома Романовых, 100-летию издательства «Лирика» и его первым книгам, библиографическим редкостям 1913 года, 110-летию типографии «Р. Р. Голике и А. И. Вильборг».
Другие заседания клуба были посвящены работам М. И. Цветаевой, Б. Л. Пастернака, М. А. Волошина, И. Северянина, Д. Бедного, М. А. Булгакова, В. М. Конашевича, А. И. Кравченко, Ю. П. Анненкова, П. А. Ефремова, Г. Н. Геннади, Д. В. Ульянинского, А. Е. Бурцева, С. М. Алянского, И. Д. Сытина и др..
27 октября 2016 года состоялось выездное совместное заседание клуба «Библиофильский улей» и Иерусалимского клуба библиофилов, посвященное раритетам русской книжной иудаики.
5 сентября в рамках 25-й Московской международной книжной выставки-ярмарки на объединённом стенде Национального союза библиофилов и журнала «Про книги» состоялась церемония спецгашения художественного маркированного конверта «Про книги. Журнал библиофила», выпущенного к юбилею издания издательско-торговым центром «Марка», и конверта Национального союза библиофилов.
Ежегодные собрания проходят в Твери, Смоленске, Тарусе, Ярославле и других городах.
Деятельность союза нашла отражение в юбилейном альбоме «Славное десятилетие» — иллюстрированном сборнике материалов.